# Nothrotheriops
Nothrotheriops es un género de perezoso terrestre del Pleistoceno hallado en Norte y Suramérica.  Este género de xenartro del tamaño de un oso estaba relacionado al mucho más grande y más famoso Megatherium, aunque recientemente se lo ha situado en una familia distinta, Nothrotheriidae.

## Descubrimiento y especies

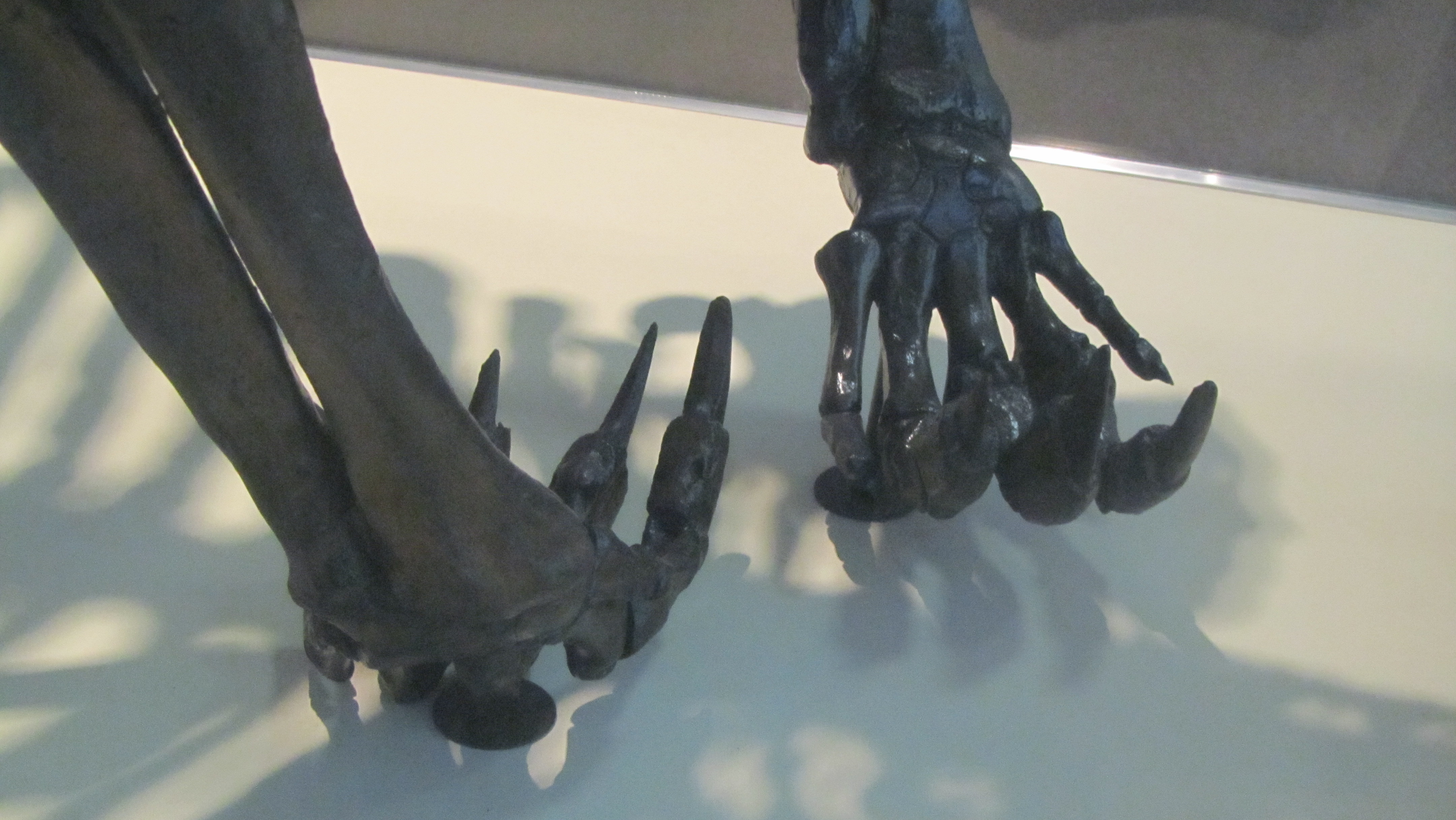
Garras de un Nothrotheriops shastensis de los pozos de La Brea

Fósiles de la especie mejor conocida, el perezoso terrestre de Shasta (N. shastensis), han sido hallados a través del oeste de Norteamérica, especialmente en el suroeste estadounidense.  El más conocido ejemplar fue recuperado en un tubo de lava en Aden Crater en Nuevo México y fue hallado con restos de su pelo y tendones. Este espécimen casi completo está en exhibición en el Museo Peabody de Historia Natural en la Universidad de Yale en New Haven, Connecticut. Numerosas bolas de excremento pertenecientes a Nothrotheriops también se han hallado en el suroeste de Estados Unidos y han provisto una mirada de la dieta de estos animales extintos.

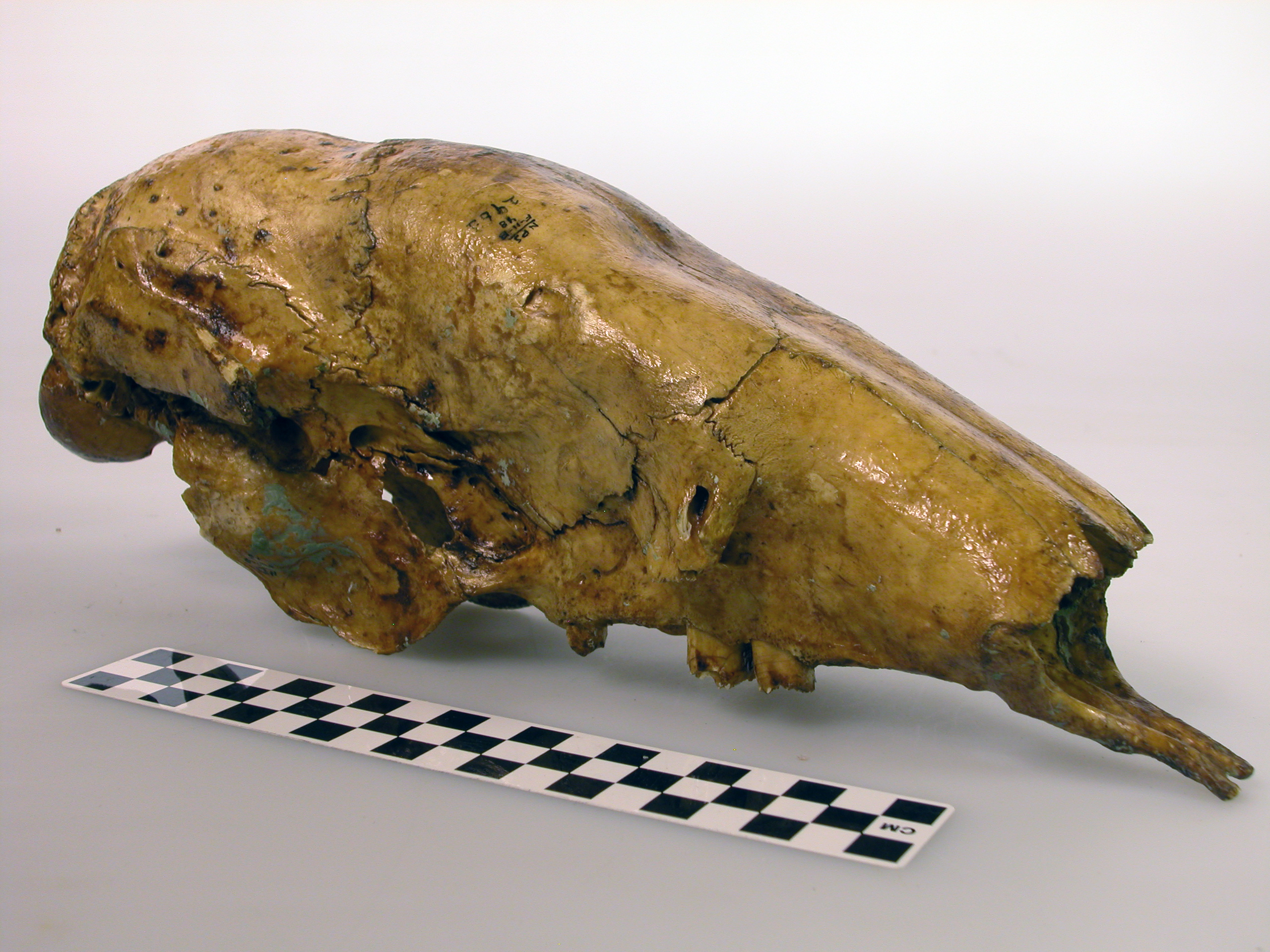
Cráneo de N. shastensis

Aunque N. shastensis no fue uno de los mayores entre las especies de perezosos terrestres, llegaba a medir 2.75 metros desde la cabeza a la cola y pesaba hasta 250 kg (un cuarto de tonelada) - lo que lo hacía un animal grande pero mucho menor que especies contemporáneas como Eremotherium, el cual fácilmente pesaba más de tres toneladas y medía hasta 6 metros de largo. Nothrotheriops poseía grandes y sólidos miembros posteriores y una poderosa cola muscular que usaba para formar un soporte de trípode cuando cambiaba de la postura cuadrúpeda a una bípeda (como Eremotherium).

## Ecología

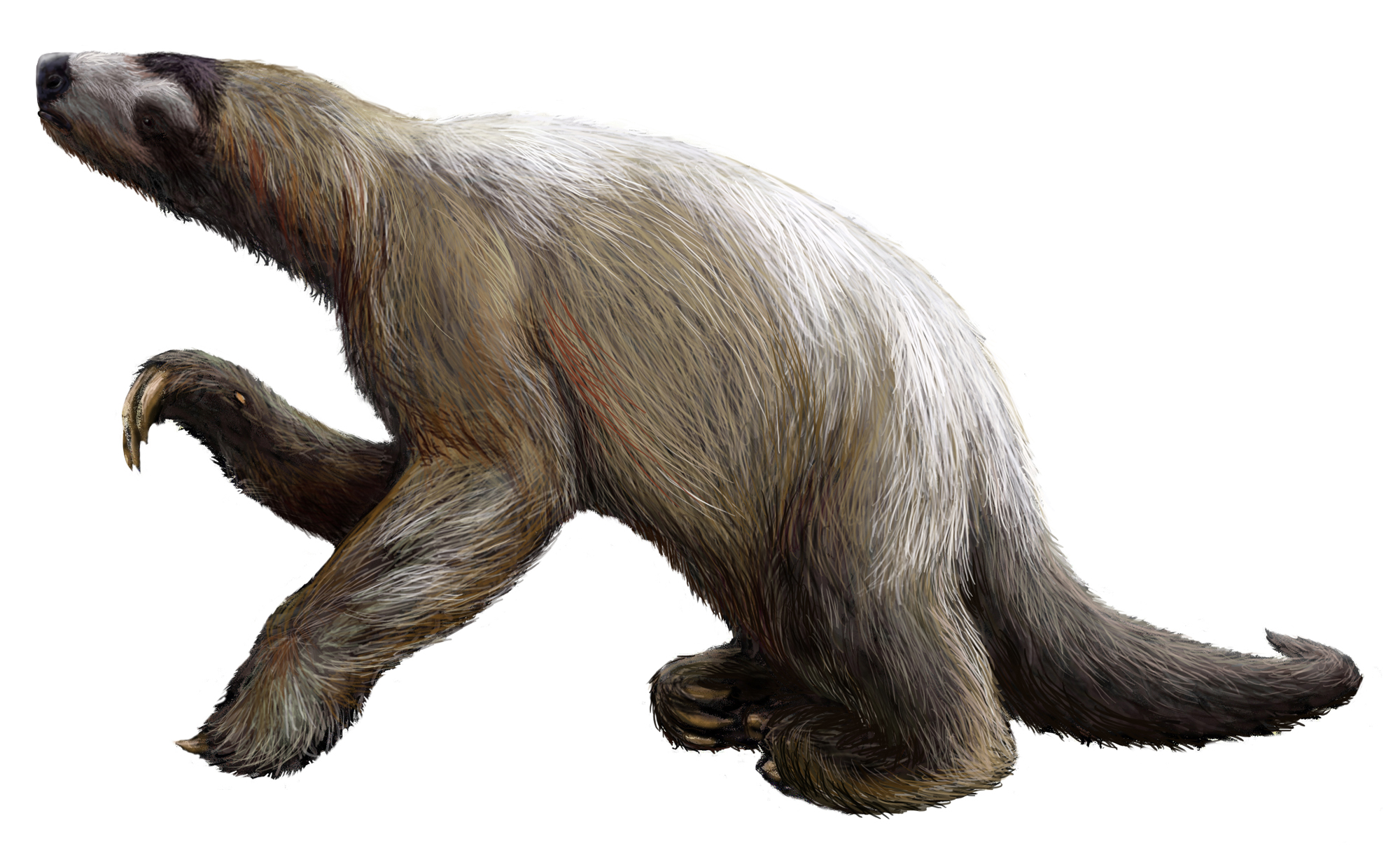
Reconstrucción de N. shastensis

Nothrotheriops shastensis se comportaba como todos los perezosos terrestres típicos de Norte y  Suramérica, alimentándose de plantas como la Sphaeralcea ambigua, el cactus y la yucca. Era cazado por varios depredadores locales, como el Smilodon, del que los perezosos pudieron haberse defendido irguiéndose en sus patas traseras y su cola y agitando sus largas garras delanteras, igual que su pariente Megatherium, como se sugiere en la serie de la BBC Walking with Beasts. Las mismas garras pudieron haberse usado para alcanzar flores y frutos de plantas espinosas. Asimismo, el perezoso de Shasta pudo haber tenido una lengua prensil como las jirafas para arrancar hojas de las ramas.
Los ancestros de este animal datan del Mioceno. Los perezosos de Shasta migraron a Norteamérica desde Suramérica durante el Irvingtoniano hace cerca de 1 millón de años. El rango geográfico de esta especie llegó tan la norte como la provincia canadiense de Alberta, haciéndola una de las especies más norteñas de su grupo, el cual vivió sobre todo en la región sur de Norteamérica, sobre todo en los estados de Texas, Carolina del Sur y Florida.

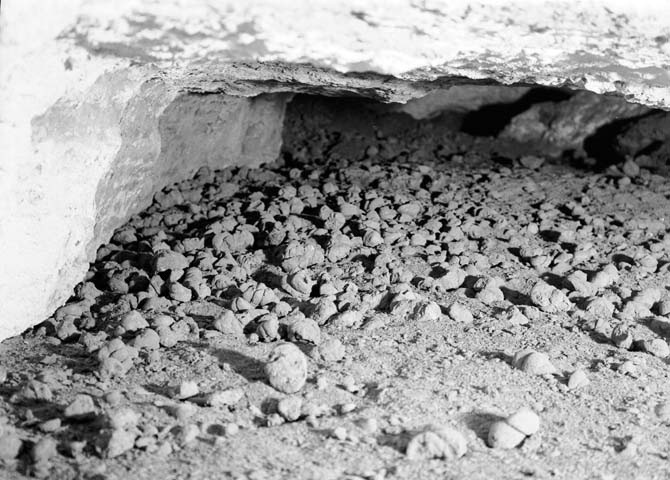
Excremento fosilizado del perezoso de Shasta de la cueva Rampart. NPS, 1936.

El espécimen mejor conocido hallado fue hallado en un tubo de lava en Aden Crater en Nuevo México, que aún preservaba algunos tejidos blandos. Asimismo, un prolongado período de búsqueda en Rampart Cave ha revelado una abundante cantidad de estiércol y pelo del perezoso, lo que le ha permitido a los científicos usar técnicas de radiocarbono para establecer cuando vivió.